# فلسفه مدرسی
فلسفه مَدرَسی (آموزشگاهی) یا اسکولاستیسم روشی از تفکر انتقادی دین مدارانه و الهیاتی است که دانشگاهیان سده‌های میانه از حدود ۱۱۰۰ (میلادی) تا ۱۵۰۰ (میلادی) در اروپا می‌آموختند. این اصطلاح همچنین یادآور به‌کارگیری این روش در تبیین و دفاع از آیین مسیحیت کاتولیک در برابر اندیشه‌های جایگزین مانند کاتاریسم (برگرفته از اندیشه‌های مانوی)، آیین‌های غنوسی (گنوستیک)، مسیحیت آریانی (برگرفته از اندیشه‌های آریوس)، مسیحیت نستوری، و در زمانهایی پسین تر کالوینیسم و پروتستانتیسم و فهرستی گسترده از خداناباوری‌ها (باورهای کفرآمیز) است.

## واژه‌شناسی
اسکولاستیک برابر با وابسته به فلسفه آموزشگاهی دانشمندان الهیات (ایزدشناسی) در سده‌های میانه اروپاست. ریشه آن از واژه اسکولاستیکوس (scholasticus) لاتین، سیمای لاتینی شده واژه اِسخولاستیکُس (σχολαστικός) یونانی، صفت برگرفته از واژه اِسخوله (σχολή) یونانی برابر با آموزشگاه (مدرسه) و هم‌چنین وقت آزاد و فراغت مطالعه است. اِسکولاستیکوس در زبان لاتین برابر است با «از یا وابسته به آموزشگاه».

## مفهوم مکتب مدرسی
این مکتب در دوره تسلط کلیسا بر جامعه اروپایی رشد چمشگیری داشت. در واقع نفوذ کلیسا در آموزش را نشان می‌دهد مثلاً در مورد چرخش خورشید بر دور زمین یا بسط تئوری ارسطویی نقش به‌سزایی داشت. افکار کلیسا به نحو دلخواه از تسلط بر آموزش و پرورش گسترش پیدا می‌کرد که دخالت گسترده دین در سیاست را نشان می‌داد، یعنی پایه تفکرات جامعه اروپا مذهبی بود. توماس آکویناس قدیس را از ستیغ‌های فلسفه مدرسی می‌شناسند. فلسفه مدرسی در اروپا را می‌توان همتای مشاییان در میان مسلمانان دانست. اگرچه ترجمه آثار فارابی و بوعلی سینا از عربی به لاتین، موجب رونق فلسفه مدرسی در اروپا شد و بزرگانی چون توماس آکویناس این مکتب را به اوج رساندند، اما از دیگر سو می‌توان برخی چون ویلیام اکام را زیر تأثیر غزالی دانست، که به انتقاد از آکویناس و مدرسیان برخاستند.
فلسفه مدرسی فلسفه‌ای بود، که اهل کلیسا به زبان لاتین و در مدارسی می‌آموختند و می‌آموزاندند، که زیر نظر کلیسای کاتولیک و دستگاه پاپی اداره می‌شد. از این رو نه غیر اهل مدرسه خبری از آن داشتند و نه جز قیل و قال مدرسه سخنی در آن بود. اگرچه بی‌گمان این فلسفه پاسخ‌گوی مسائل روزگار خودش بود، اما در پایان سده‌های میانه و به سرآمدن روزگار فئودالیسم در اروپا، چندان که همزمان با نوزایش و نهضت اصلاح دین جامعه تغییر می‌کرد و طبقه‌ای از بازرگانان در میان طبقات پیشین جایی برای خود می‌یافت، هم موضوعات و مسائل تازه‌ای پدید آمد و هم آثار فلسفی خوانندگان و مخاطبان تازه‌ای پیدا شد، که نه اهل مدرسه بودند، نه با زبان لاتین آشنا بودند. از این رو همگام با نوزایش فلسفه مدرسی رفته‌رفته میدان اندیشه را به فلسفه‌های نوین داد، اگرچه گذشته از رواج کمابیش در میان پیروان وفادارش، اثری آشکار بر فلسفه‌های پس از خود گذاشت.

## اسکولاستیک اسلامی
با گسترش اسلام و نفوذ این دین در سیاست تفکرات دینی در نظام آموزشی کشورهای مسلمان مورد توجه قرار گرفت تا جایی که پطروشفسکی در کتاب اسلام در ایران در فصل جداگانه‌ای به این موضوع با نام اسکولاستیک اسلامی پرداخته‌است.